# 親衛隊第30師 (白俄羅斯)
親衛隊第30武裝擲彈兵師（白俄羅斯第1師）（德語：30. Waffen-Grenadier-Division der SS (weißruthenische Nr. 1)，羅馬化：30-ya vafen-hrenadyorskaya dyviziya SS (1-ya belaruskaya)）是納粹德國武裝親衛隊的一個步兵師，由俄羅斯志願者組成，於1945年1月1日吸收了親衛隊第30武裝擲彈兵師（俄羅斯第2師），該師原投降於美軍第3軍團，但因為師內有大量白俄羅斯人，最終又被遣送回蘇聯。